# الجوباة (ذي السفال)

تعديل مصدري - تعديل

الجوباة محلة تابعة لقرية الجشاعة، التابعة لعزلة وادي ضباء بمديرية ذي السفال إحدى مديريات محافظة إب في الجمهورية اليمنية، بلغ تعداد سكانها 60 حسب تعداد اليمن لعام 2004.